# Daylighting
Daylighting – sposób umieszczania okien lub innych otworów i powierzchni odbijających światło, tak aby w ciągu dnia światło naturalne zapewniło efektywne oświetlenie wewnętrzne. Szczególną uwagę zwraca się na daylighting podczas projektowania budynków, w których celem jest maksymalizacja komfortu wizualnego lub zmniejszenie zużycia energii. Oszczędność energii osiąga się poprzez obniżenie wykorzystania sztucznego (elektrycznego) oświetlenia lub pasywnego ogrzewania słonecznego. Do tego światło elektryczne automatycznie, w odpowiedzi na obecność światła dziennego, musi być przygaszane bądź rozjaśniane. Pożądane jest wprowadzenie automatyki umożliwiającej taki system zarządzenia oświetleniem.
Ilość światła naturalnego otrzymanego w wewnętrznej przestrzeni może być analizowana poprzez przeprowadzenie obliczeń współczynnika światła dziennego. Obecnie z pomocą przychodzą komputery i oprogramowania (takie jak Radiance lub DIALux) umożliwiające architektom i inżynierom szybko przeprowadzać skomplikowane obliczenia i obliczyć opłacalność danego projektu.

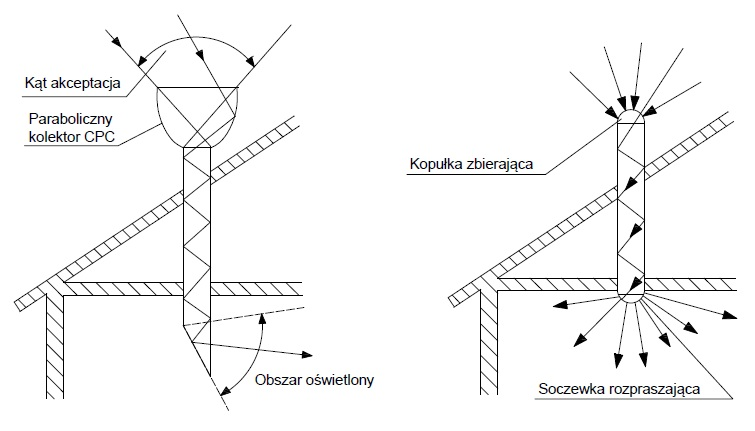
Proste układy rozjaśnienia pojedynczych pomieszczeń za pomocą rur świetlnych

Tradycyjnie domy projektowane są z myślą o minimalnym oknie na stronie północnej oraz większych oknach na stronie południowej. Okna na stronie południowej absorbują przynajmniej niektóre bezpośrednie działanie promieni słonecznych w dowolnym słonecznym dniu w roku (z wyjątkiem tropikalnych szerokościach w sezonie letnim). Mimo to, w środku zimy, padające światło jest specyficznie ukierunkowane i rzuca długi cień. Może to być częściowo łagodzone przez rozproszenie światła. W dość niskich szerokościach geograficznych, w sezonie letnim, okna wychodzące na wschód i zachód, a czasem takie, które są skierowane w kierunku północnym absorbują relatywnie więcej światła słonecznego niż okna z widokiem w kierunku południowym.
W budynkach na terenie Masdar City zastosowano system daylighting.

## Okna
Okno to najbardziej powszechny sposób aby uzyskać światło słoneczne do przestrzeni w budynkach. Ich pionowa orientacja powoduje, że selektywnie absorbują zwykłe oraz rozproszone światło słoneczne w różnych porach dnia i roku. Okna muszą być zaprojektowane w wielu kierunkach, zależnie od klimatu i szerokości geograficznej, w celu zaopatrzenia budynku w odpowiednią ilość światła. Są trzy sposoby, aby poprawić ilość światła wpadającego z okna:
- Umieszczenie okna blisko jasno pomalowanej ściany.
- Wykonanie skośnych boków otworów okiennych(otwór wewnętrzny jest większy od zewnętrznego).
- Korzystanie z dużych jasnych parapetów, które odbijają światło do pomieszczenia.
- Różne rodzaje i gatunki szkła oraz specyfikacje okien mogą mieć również wpływ na ilość transmisji światła przez okna.

Clerestorium (istotny element w tworzeniu daylightingu) – to duże, pionowo umieszczone okna. Mogą zostać wykorzystane do zwiększenia bezpośredniego nasłonecznienia, w przypadku ukierunkowania na południe. Gdy clerestorium oraz inne okna są zwrócone centralnie ku słońcu, w pomieszczeniu może wystąpić rażące światło, co wpływa na komfort użytkowania budynku. Alternatywnie, clerestorium możne posłużyć do absorbowania rozproszonego światła dziennego, które równomiernie oświetla przestrzeń np. w klasie lub biurze.

## Świetliki
Świetlik podstawy (dachowy) – składa się z ramy obwodowej, tak zwanego kołnierza oraz kopuły (wysyłająca światło część, która jest wykonana głównie ze szkła lub plastiku). Świetliki dachowe są przeznaczone do zamontowania na dachach płaskich oraz ze spadkiem. Mogą być stosowane zarówno przy renowacji budynku, jak i przy budowie nowych obiektów, we wszystkich rodzajach i przeznaczeniach. Gdy świetlik znajduje się w zasięgu użytkownika, jest również nazywany oknem dachowym. Świetliki dachowe są zazwyczaj wysyłane w całości zmontowane na plac budowy.
Korzyści ze stosowania świetlików w daylightingu są bardzo duże. Okna dachowe są szeroko stosowane w konstrukcji światła słonecznego ze względu na to, że w budynkach mieszkalnych i handlowych są one najbardziej skutecznym źródłem światła na podstawie jednostkowej powierzchni. Koncepcja jest prosta, więcej światła dziennego oznacza mniej sztucznego światła, co pozwala zaoszczędzić energię i powoduje obniżenie kosztów finansowych i środowiskowych.

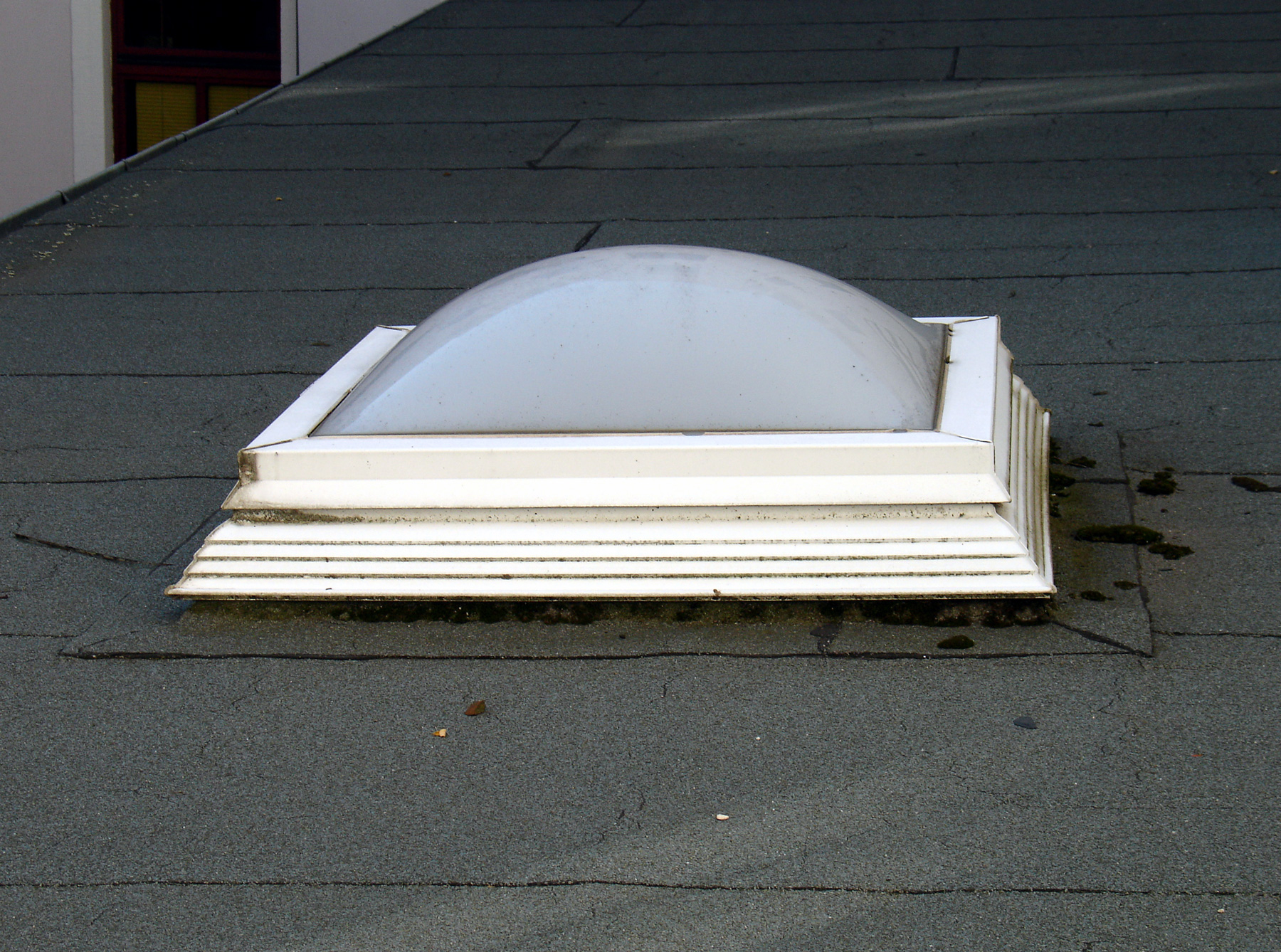
Współczesny świetlik osadzony na dachu w kopułce

Świetliki rurkowe – zwane również tubowym systemem świetlików, są umieszczane na dachu i wpuszczają światło w sposób skoncentrowany do naświetlanego wnętrza. Przypominają sufitowe oprawy oświetleniowe. Nie pozwalają one na tak dużą wymianę ciepła, jak klasyczne świetliki, ponieważ mają mniejszą powierzchnię.
Tubowy system świetlików wykorzystuje nowoczesną technologię do transmisji światła widzialnego przez nieprzezroczyste powłoki ścian i dachów. Tuba sama w sobie jest elementem pasywnym składającym się albo z jednej prostej wewnętrznej powłoki odblaskowej, albo z elementu przewodzącego światło w postaci wiązki światłowodowej. Tuba często przykryta jest przezroczystym, przystosowanym do montażu na dachu kolektorem światła i zakończona dyfuzorem, który zapewnia dostawę światła dziennego do wnętrza i dystrybuuje aktualnie dostępną energię. Tubowy system świetlików został wynaleziony przez Solatube International w 1993 roku i jest używany do doprowadzania światła dziennego do budynków mieszkalnych i komercyjnych, przyczyniając się do zrównoważonego rozwoju z punktu widzenia oświetlenia i zmniejszenia emisji dwutlenku węgla.

## Dach profilowany – schodkowy
Inną alternatywą oszkleń dachowych jest „dach schodkowy”. Dachy te są odwrotnie oszklone szkłem skierowanym od strony równikowej w celu uchwycenia światła rozproszonego. Kątowo profilowana szklana powierzchnia nośna jest nieprzezroczysta i dobrze izolowana poprzez chłodny dach i barierę promieniowania. Koncepcja oświetleniowa dachu SAWTOOTH częściowo zmniejsza letni efekt „pieca słonecznego” problematyczny dla świetlika, ale jednocześnie pozwala ciepłemu powietrzu wewnątrz unosić się ku górze, do zewnętrznej szklanej powierzchni dachu, który zimą ma szczególnie niekorzystny transfer ciepła.

## Heliostaty
Heliostat jest to obracające się lustro na sterowanym komputerowo silniku. Ma to na celu odbijanie światła słonecznego w stałym kierunku, przesuwając się równocześnie ze słońcem zmieniającym swe położenie na niebie w ciągu dnia. Zastosowanie heliostatów zyskuje popularność jako energooszczędny sposób oświetlenia. Heliostat może być stosowany do kierowania światła słonecznego bezpośrednio przez okno lub inny świetlik, lub do innych dowolnych elementów dystrybuujących światło słoneczne, na przykład świetlików rurkowych, które dostarczają światło tam, gdzie jest ono potrzebne.

## Inteligentne szkło
Inteligentne szkło to nazwa nadana dla klasy materiałów i urządzeń, które mogą być przełączane pomiędzy stanem przeźroczystym a stanem nieprzeźroczystym, czy odblaskowym. Przełączanie odbywa się przez przyłożenie napięcia do materiału, lub wykonywanie pewnych prostych mechanicznych operacji. Okna, świetliki itp., które są wykonane z inteligentnego szkła mogą być używane do regulacji oświetlenia w pomieszczeniach, oraz kompensacji zmian jasności światła zewnętrznego do wymaganej jasności światła w pomieszczeniach.

## Hybrydowe oświetlenie słoneczne
Jest to nowa alternatywa dla świetlików o nazwie Hybrid Solar Lighting (HSL). Projekt wykorzystuje dachowy kolektor światła, dużej średnicy światłowód i zmodyfikowane wydajne fluorescencyjne oprawy oświetleniowe, które mają przezroczyste pręty podłączone do kabli światłowodowych. Elektryczność nie jest potrzebna w tym rozwiązaniu do oświetlenia wnętrza światłem dziennym.
Badania polowe przeprowadzone w latach 2006 i 2007 nowej technologii HSL były obiecujące, ale produkcja sprzętu jest bardzo kosztowna. HSL powinny stać się bardziej opłacalne w najbliższej przyszłości. Wersja, która może wytrzymać huragany powinny zacząć wypierać tradycyjne fluorescencyjne systemy oświetleniowe już w 2008 r. i później.
W nocy, HSL używa zmiennej intensywności oświetlenia fluorescencyjnego sterujących stateczników elektronicznych. Gdy tylko Słońce przesuwa się stopniowo na zachód, fluorescencyjny system oświetleniowy okazał się dawać prawie stały poziom oświetlenia wnętrza światłem dziennym. HSL może wkrótce stać się rozwiązaniem dla oświetlania wnętrz komercyjnych. Może transmitować około połowy z bezpośredniego promieniowania słonecznego, które otrzymuje.